# Stéphane Manel
Stéphane Manel est un illustrateur français né en 1971.

## Biographie
Son travail est connu aussi bien au Japon, aux États-Unis, qu'en Europe[réf. nécessaire]. Sa carrière d'illustrateur a débuté en 1998 avec la pochette de la réédition du Poinçonneur des Lilas de Serge Gainsbourg. Ses illustrations (mode, presse, publicité, musique, édition) se retrouvent régulièrement dans des magazines, par exemple celle du magazine Little White Lies en 2010 ou le Vogue français. En 2013, il dessine pour The New Yorker d'octobre 2013 un portrait de Donna Tartt.
Il relooke le brumisateur Évian en 2008.
Stéphane Manel est aussi réalisateur de vidéos depuis 2007 (Pacific! et Chromeo).
En 2014, il publie Générique, un recueil de dessins de personnalités du cinéma, accompagnés de textes d'Olivier Nicklaus, édité chez colette, ouvrage qui accompagne son exposition personnelle d'une soixantaine de portraits originaux de comédiens.

## Illustrations
- Gilles Verlant et Loïc Picaud, Intégrale Gainsbourg : L'histoire de toutes ses chansons, Paris, Editions Fetjaine, 3 février 2011, 610 p. (ISBN 978-2-35425-220-5)
- Matthias Debureaux, Les dictateurs font très bien l'amour : les plus improbables rencontres du XXe siècle, Paris, Nil, 20 janvier 2011, 248 p. (ISBN 978-2-84111-452-8)
- Olivier Nicklaus, Fashion !, série documentaire, INA, 2 octobre 2012
- Collectif, La poésie surréaliste, Paris, Seghers, 2004  (ISBN 2-232-14761-4)[5]
- Franck Maubert, Bacon - éclats d'une vie, 2023, Seghers  (ISBN 978-2-232-14687-9)